# Карашоки (Баянаульський район)
Карашоки́ (каз. Қарашоқы) — село у складі Баянаульського району Павлодарської області Казахстану. Входить до складу Жанажольського сільського округу.
Населення — 123 особи (2021; 143 у 2009, 225 у 1999, 357 у 1989).
Національний склад станом на 1989 рік:
- казахи — 74 %